# Susanne Kastner
Susanne Kastner (Karlstadt-sur-le-Main, 11 décembre 1946) est une femme politique allemande. 

## Distinctions
- Croix d'officier de l'ordre du Mérite de la République fédérale d'Allemagne